# Spilosoma occidentalis
Spilosoma occidentalis är en fjärilsart som beskrevs av Daniel 1939. Spilosoma occidentalis ingår i släktet Spilosoma och familjen björnspinnare. Inga underarter finns listade i Catalogue of Life.